# Verkieselung

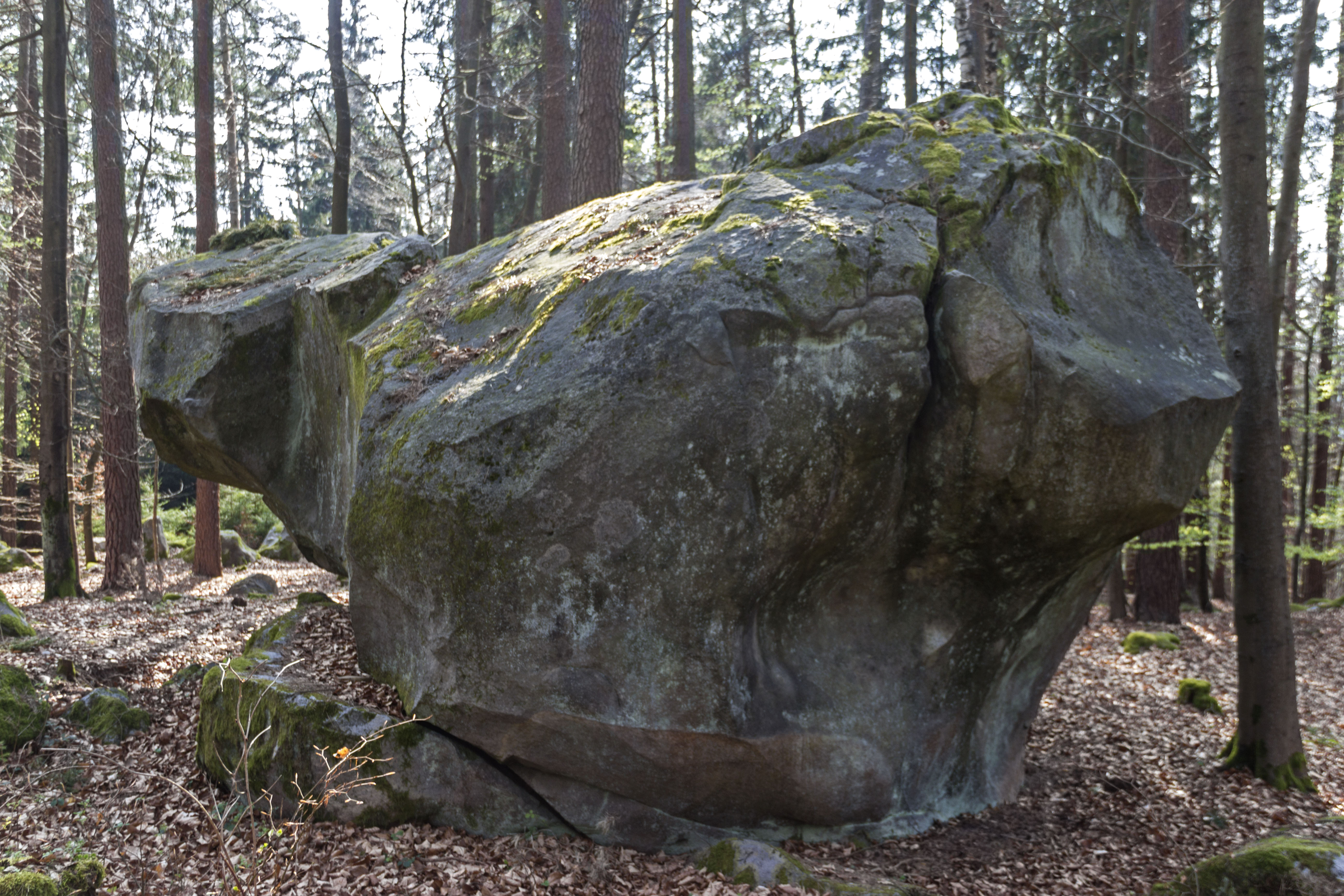
Blöcke aus verkieseltem und daher sehr verwitterungsresistentem, spätkreidezeitlichem Sandstein („Tertiärquarzit“) bilden Erosionsrelikte auf der Fränkischen Alb.

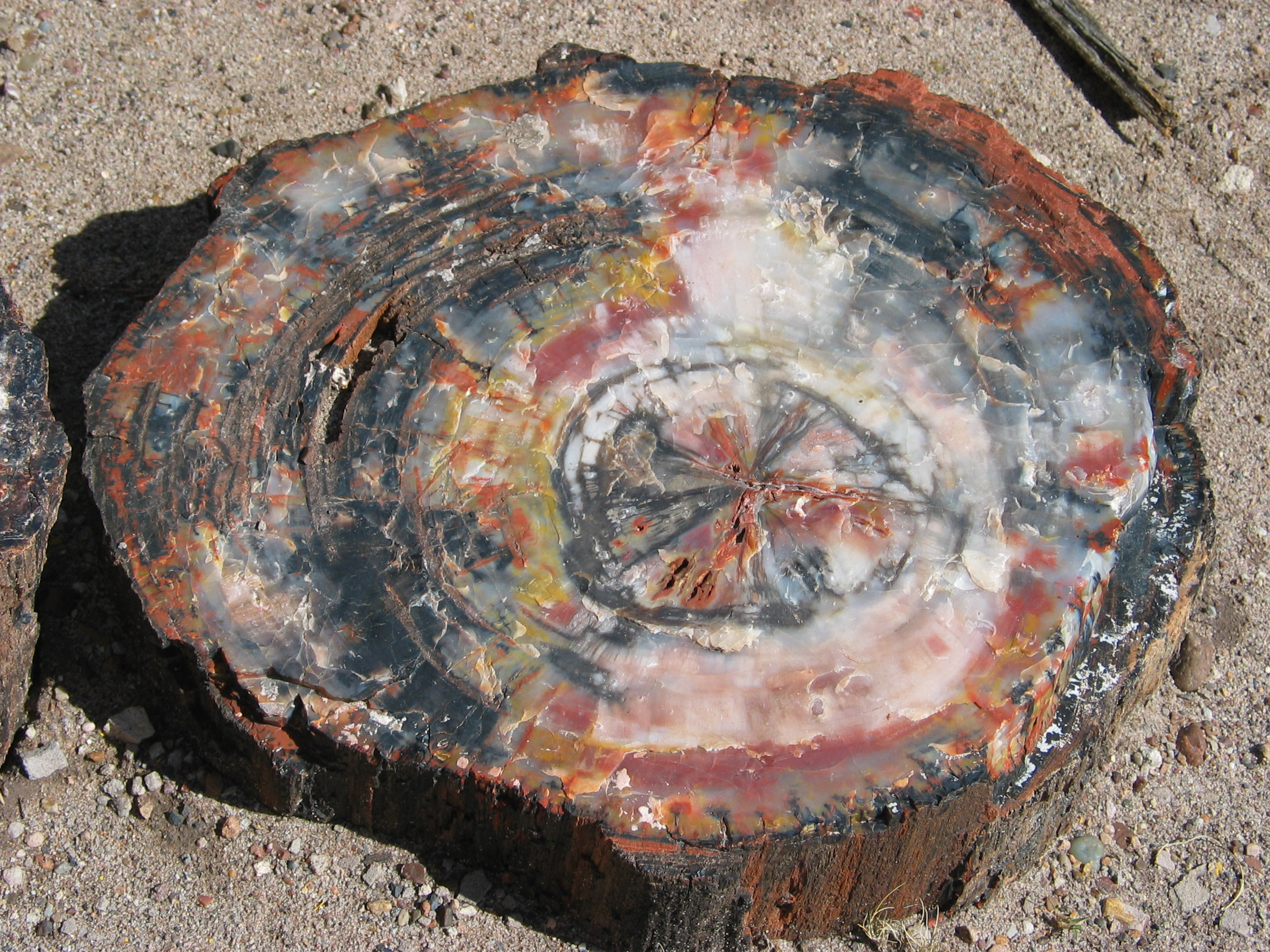
Eine Scheibe von verkieseltem Holz aus der Trias von Arizona, Petrified Forest National Park, USA

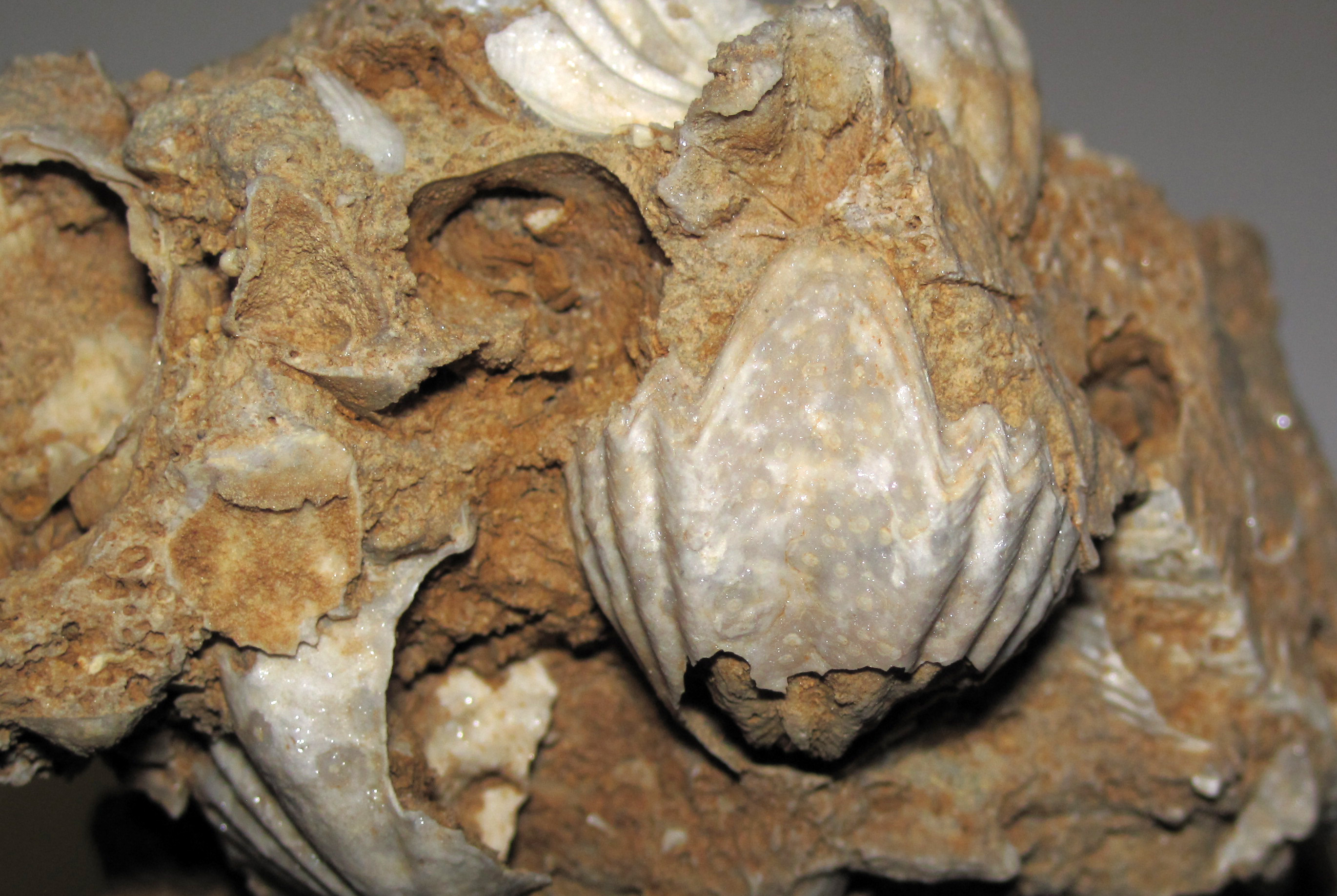
Verkieselter brachiopodenführender Kalkstein aus dem Devon von Indiana, USA. In vergrößerter Ansicht erkennt man sogenannte Silifikationsringe auf der Oberfläche der Brachiopodenschale

Verkieselung, auch Sili(zi)fizierung genannt, ist die Imprägnierung oder Umwandlung eines natürlich vorkommenden mineralischen oder organischen Materials mit bzw. zu mikrokristallinem Siliziumdioxid (SiO2). Die Verkieselung kann erfolgen durch die Ausfällung von gelöstem SiO2 im Porenraum von Sedimenten oder Böden oder durch metasomatische oder diagenetische Verdrängung von anderen Mineralen durch das SiO2 (Auflösung des Vorgängerminerals bei simultaner Ausfällung von SiO2).
Der Ausdruck Verkieselung leitet sich ab von dem Wort Kieselsäure, das verschiedene Formen von in Wasser gelöstem SiO2 bezeichnet und oft auch synonym für die mikrokristalline Form dieser chemischen Verbindung benutzt wird. Damit der Prozess stattfinden kann, bedarf es zunächst einer wässrigen Lösung, die Kieselsäure in größeren Mengen enthält. Diese Lösung muss zudem im Kluft- oder Porenraum frei zirkulieren können, sodass sie Bereiche mit geeigneten chemischen Bedingungen für die Ausfällung erreichen kann. Die Verkieselung ist vom ähnlichen Begriff Verkiesung zu unterscheiden, hierbei kommt es zum Ausfallen von Pyrit (Schwefelkies).
Bestimmte Sedimente, wie Radiolarienschlämme, verkieseln während der Diagenese aufgrund ihres hohen primären SiO2-Gehaltes beinahe zwangsläufig. Ähnliches gilt für Quarzsandsteine, wenngleich diese deutlich seltener verkieselt sind. Oft enthalten auch Kalkschlämme gewisse Mengen an SiO2-Partikeln, beispielsweise Schwammnadeln. In dem alkalischen Milieu (pH-Wert > 7), das in karbonatischen Sedimenten allgemein herrscht, werden diese Partikel gelöst und die Lösungen zirkulieren im Porenraum des Sedimentes. Wo lokal saures Milieu (pH-Wert < 7) im Sediment herrscht, kann das SiO2 wieder ausfallen. Saures Milieu wird oft von Bakterien erzeugt, die organische Materie, beispielsweise ein totes Meerestier oder den Mucus der Wandung eines Wohnbaues eines solchen Tieres, zersetzen. Dort können dann Kalkschlamm und tierische Überreste verkieseln. So entstehen die Feuersteinknollen und -lagen in feinkörnigen Kalksteinen.
Auch Gebiete mit aktivem Vulkanismus oder Thermalquellen wie etwa der Yellowstone-Nationalpark sind typische Orte für Verkieselungsprozesse.
Verkieselungen in Böden und Paläoböden werden als Silcretes bezeichnet. Sie entstehen durch Desilifizierung silikatischer Gesteine wie Granit oder Gneis und anschließender Ausfällung von SiO2, das heißt im Gefolge von Verwitterungsprozessen.

## Künstliche Verkieselung
Zur Bauwerksabdichtung wird der Porenraum oft mit Wasserglas gegen aufsteigende Nässe ausgefüllt und Kieselsäureester dienen zur Festigung von Naturstein und Putzmörteln. Diese Techniken werden ebenfalls Verkieselung genannt. Eine künstliche Verkieselung wird auch bei Betonböden (z. B. in Industriehallen) angewandt, da die im Betonkern vorhandenen Kalkpartikel, der sogenannte Betonstaub, an die Oberfläche gelangt. Geglättete Böden besitzen eine Mikrorauheit (die Oberfläche ist porös), die bei der Verkieselung abgetragen wird. Zudem werden die Kalkpartikel im Inneren chemisch gebunden und der Kern wird verdichtet.